# Паштел-де-Тентугал
Паштел-де-Тентугал (порт. Pastel de Tentúgal) — португальский десерт, пирожное, происходящее из Тентугала муниципалитета Монтемор-у-Велью. Эта монастырская выпечка была создана приблизительно в XVI веке монахинями-кармелитками.